# Albaida del Aljarafe
Albaida del Aljarafe er en by og kommune i det sydlige Spanien i provinsen Sevilla. Den har et indbyggertal på 3.223 (2024) indbyggere.